# Kanton Saint-Étienne-du-Bois
Saint-Étienne-du-Bois is een kanton van het Franse departement Ain. Het kanton maakt deel uit van het arrondissement Bourg-en-Bresse.

Het telt 22.490 inwoners in 2018.

Het kanton werd gevormd ingevolge het decreet van 13 februari 2014 met uitwerking op 22 maart 2015.

## Gemeenten
Het kanton omvatte bij zijn oprichting 28 gemeenten.

Op 1 januari 2016 werden de gemeenten Pressiat en Treffort-Cuisiat samengevoegd tot de fusiegemeente (commune nouvelle) Val-Revermont. 
Op 1 januari 2017 werden de gemeenten Chavannes-sur-Suran en  Germagnat samengevoegd tot de fusiegemeente (commune nouvelle) Nivigne et Suran.

Sindsdien omvat het kanton volgende gemeenten:
- Beaupont
- Bény
- Bohas-Meyriat-Rignat
- Cize
- Coligny
- Cormoz
- Corveissiat
- Courmangoux
- Domsure
- Drom
- Grand-Corent
- Hautecourt-Romanèche
- Jasseron
- Marboz
- Meillonnas
- Nivigne et Suran.
- Pirajoux
- Pouillat
- Ramasse
- Saint-Étienne-du-Bois
- Salavre
- Simandre-sur-Suran
- Val-Revermont
- Verjon
- Villemotier
- Villereversure